# 考えるヒト
『考えるヒト』（かんがえるひと）は、2004年10月19日から2005年9月20日までフジテレビで毎週火曜 24:35 - 24:58 （水曜 0:35 - 0:58）に放送されていたバラエティ番組である。
タイトルはオーギュスト・ロダンの作品「考える人」から取られている。

## 第1期・考えるヒト 〜公募の錬金術〜
ダウンタウンの松本人志を筆頭に、各世代の芸能人たちが知恵を絞って真剣に公募に取り組む。取り上げられる公募は各種イメージキャラクターの愛称募集、キャラクターのデザインの募集、標語、川柳など。著名なものとしては住友生命が募集する「その年の世相を反映する創作四字熟語」などがある。
考案中、オーケストラ（早稲田大学交響楽団）が脳をリラックスさせるクラシック音楽（ラデツキー行進曲）を生演奏し、より良いアイデアが生まれるように促していた。各世代芸能人代表のパネラーはフリップで公募案を出していたため、一種の大喜利のようでもあった。
司会の中田有紀が松本にアイデアの発表を促していた。また、M1席の竹森巧（アップダウン）は『笑点』の落語家のようなダジャレ風のアイデアを連発するため、よくダウンタウンの2人にいじられていた。Kids席の子供（細山貴嶺ら）が無意識に下ネタギリギリのアイデアを出し、大人たちを慌てさせるという意外な笑いを生むことが多々あった。
芸能人が出した全てのアイデアは考えた本人の名前で実際に応募していた。中でも司会の浜田雅功が選んだ最も採用されそうだと思われるアイデア1点は、人間国宝が特別に作った超高級和紙製はがきに書いて送っていた。
スタッフが選んだ2つの公募に応募する方式から、第5回放送（2004年11月16日放送）から5つの公募の中から出演者が2つ（週によっては3つ）を選ぶ方式に変更された。
番組で紹介された公募情報は締め切りまで多少の余裕があり、もちろん一般視聴者も応募できた。しかし、芸能人と全く同じアイデアを書き写して応募する者が続出したため、オリジナルの証明として第8回放送（2004年12月7日放送）から番組特製切手を貼って応募するようになった。
エンディングでは送った公募の採用報告が行われていた。松島トモ子や西村知美らの入選実績がある。松本人志は第13回放送（2005年1月25日放送）「西日本貸しおしぼり協同組合キャッチコピー」で「一まいのシャワー」で最優秀賞受賞、10万円を獲得した。また、子役の細山貴嶺もブラジャーのネーミング募集で最優秀賞（賞金50万円）を受賞している。
第19回放送（2005年3月8日放送）では、各世代のパネラー1名ずつの原則を破り、松本+子供達6名の「Kids大会」が、第21回放送（2005年3月22日放送）では、松本+一般高齢女性（大阪のおばちゃん）による「F3大会」が行われた。

### 司会
- 浜田雅功（ダウンタウン）
- 中田有紀（フリーアナウンサー）

### パネラー
毎週各世代1名ずつ（計8名）
- Kids（男女12歳まで）
- Teen（男女13 - 19歳）
- M1（男性20 - 34歳）
- F1（女性20 - 34歳）
- M2（男性35 - 49歳）
- F2（女性35 - 49歳）
- M3（男性50歳以上）
- F3（女性50歳以上）

| 回 | 放送日         | Kids       | Teen                                 | M1                            | F1                                    | M2       | F2           | M3           | F3           |
| -- | -------------- | ---------- | ------------------------------------ | ----------------------------- | ------------------------------------- | -------- | ------------ | ------------ | ------------ |
| 1  | 2004年10月19日 | 細山貴嶺   | 福井未菜                             | 竹若元博 （バッファロー吾郎） | 西村知美                              | 松本人志 | 伊藤かずえ   | 村野武範     | 浅茅陽子     |
| 2  | 2004年10月26日 | 大塚雄介   | 福井未菜                             | 黒田勇樹                      | 室井佑月                              | 松本人志 | 濱田マリ     | 西岡徳馬     | 松島トモ子   |
| 3  | 2004年11月2日  | 大塚雄介   | 福井未菜                             | 黒田勇樹                      | 室井佑月                              | 松本人志 | 濱田マリ     | 西岡徳馬     | 松島トモ子   |
| 4  | 2004年11月9日  | 細山貴嶺   | 阿井莉沙                             | 竹森巧 （アップダウン）       | 室井佑月                              | 松本人志 | 高嶋ちさ子   | 丹古母鬼馬二 | 東海林のり子 |
| 5  | 2004年11月16日 | 大塚雄介   | 山本彩乃                             | 竹森巧                        | 高島彩 （フジテレビアナウンサー）     | 松本人志 | 高嶋ちさ子   | 丹古母鬼馬二 | 東海林のり子 |
| 6  | 2004年11月23日 | 細山貴嶺   | 新垣結衣                             | 竹森巧                        | 岩崎ひろみ                            | 松本人志 | 飯星景子     | 西岡徳馬     | 藤田弓子     |
| 7  | 2004年11月30日 | 大塚雄介   | Lissa （推定少女）                   | 竹森巧                        | 岩崎ひろみ                            | 松本人志 | 飯星景子     | 河原さぶ     | 藤田弓子     |
| 8  | 2004年12月7日  | 細山貴嶺   | 佐藤寛子                             | 竹森巧                        | 高島彩                                | 松本人志 | 坂口良子     | 小野寺昭     | 沢田亜矢子   |
| 9  | 2004年12月14日 | 細山貴嶺   | 佐藤寛子                             | 竹森巧                        | 高島彩                                | 松本人志 | 三原じゅん子 | 佐藤蛾次郎   | 松島トモ子   |
| 10 | 2004年12月21日 | 細山貴嶺   | 小山舞 （ミス明治学院大学）          | 竹若元博                      | 佐々木恭子 （フジテレビアナウンサー） | 松本人志 | 国生さゆり   | 森雪之丞     | 大山のぶ代   |
| 11 | 2005年1月11日  | 細山貴嶺   | 小山舞                               | 竹若元博                      | 佐々木恭子                            | 松本人志 | 国生さゆり   | 森雪之丞     | 大山のぶ代   |
| 12 | 2005年1月18日  | 細山貴嶺   | 橋野真依子 （『Popteen』読者モデル） | 竹森巧                        | 中村仁美 （フジテレビアナウンサー）   | 松本人志 | 藤田朋子     | 丹古母鬼馬二 | 市田ひろみ   |
| 13 | 2005年1月25日  | 細山貴嶺   | 橋野真依子                           | 竹森巧                        | 中村仁美                              | 松本人志 | 藤田朋子     | 丹古母鬼馬二 | 市田ひろみ   |
| 14 | 2005年2月1日   | 細山貴嶺   | 橋野真依子                           | 竹森巧                        | 中野美奈子 （フジテレビアナウンサー） | 松本人志 | 川島なお美   | 石田純一     | 藤田弓子     |
| 15 | 2005年2月8日   | 細山貴嶺   | 橋野真依子                           | 竹森巧                        | 中野美奈子                            | 松本人志 | 川島なお美   | 石田純一     | 藤田弓子     |
| 16 | 2005年2月15日  | 細山貴嶺   | 岩佐真悠子                           | 竹森巧                        | 中村仁美                              | 松本人志 | 増田恵子     | 小野寺昭     | 市田ひろみ   |
| 17 | 2005年2月22日  | 細山貴嶺   | 岩佐真悠子                           | 竹森巧                        | 中村仁美                              | 松本人志 | 増田恵子     | 小野寺昭     | 市田ひろみ   |
| 18 | 2005年3月1日   | 細山貴嶺   | 中川翔子                             | 竹森巧                        | 小林恵美                              | 松本人志 | 麻木久仁子   | 宝田明       | あべ静江     |
| 回 | 放送日         | Kids       | Kids                                 | Kids                          | Kids                                  | M2       | Kids         | Kids         | Kids         |
| 19 | 2005年3月8日   | 大塚雄介   | 庭野亜美                             | 伊瀬知悠                      | 羽田千尋                              | 松本人志 | 細山貴嶺     | 奥ノ矢佳奈   | 田中遼       |
| 回 | 放送日         | Kids       | Teen                                 | M1                            | F1                                    | M2       | F2           | M3           | F3           |
| 20 | 2005年3月15日  | 奥ノ矢佳奈 | 河辺千恵子                           | 竹若元博                      | 西川史子                              | 松本人志 | 竹井みどり   | 富田たかし   | 八代亜紀     |
| 回 | 放送日         | F3         | F3                                   | F3                            | F3                                    | M2       | F3           | F3           | F3           |
| 21 | 2005年3月22日  | 辰見久子   | 西尾澄子                             | 岩本安子                      | 白浜千鶴子                            | 松本人志 | 宇口久子     | 田村嘉美     | 市川まさ江   |
| 回 | 放送日         | Kids       | Teen                                 | M1                            | F1                                    | M2       | F2           | M3           | F3           |
| 22 | 2005年4月12日  | 細山貴嶺   | 中川翔子                             | 竹森巧                        | 小池栄子                              | 松本人志 | 大場久美子   | 木之元亮     | 今陽子       |
| 23 | 2005年4月19日  | 細山貴嶺   | 中川翔子                             | 竹森巧                        | 小池栄子                              | 松本人志 | 大場久美子   | 木之元亮     | 今陽子       |

※第24回（2005年4月26日放送）には『「考えるヒト」〜公募の錬金術〜 栄光の軌跡』を放送。

### ナレーター
- 中村啓子（「留守番電話サービス」や117番「時報」の声の主）

## 第2期・考えるヒトコマ
番組は2005年5月3日放送分をもって完全リニューアルし、以後はパネラーが4人で4コマ漫画を考える内容になった。番組内でタイトルは「考えるヒトコマ」と表記されていたが、テレビ欄などに掲載される正式タイトルは「考えるヒト」のままだった。
レギュラーパネラーは松本人志のみで、他にゲストが3名。MCは浜田雅功（編集長）・中田有紀（デスク）が担当。ケンドーコバヤシと中川翔子は毎回作品のクオリティが良かったため、レギュラー相当の扱いとなって毎回出演することになっていったとのことである。しかし、浜田からはレギュラーと認めない旨の発言がたびたびあり、プレッシャーを与えられていた。
与えられたタイトルに基づいてパネラー4人が1コマ目を考えて発表し、その中から最も優れた1点を浜田編集長が採用。それを踏まえて2コマ目を4人が考え、同様に3コマ目・4コマ目を作成・決定していき、1本の4コマ漫画を合作で完成させる。
以前はオーケストラが生演奏していた作成中の音楽をラジカセで流すなど、セットや演出は全体的にコストダウンしていた。
完成した作品は、番組の呼びかけに応じた雑誌に実際に掲載された。4コマ漫画専門誌をはじめファッション誌・求人情報誌など幅広いジャンルの雑誌に同時連載されていたが、雑誌側の事情で打ち切りになることもあった。企画開始時に子供向けの漫画誌『コミックボンボン』での連載が既に決定していたが、下ネタが多いためか短期間で打ち切りとなった。

### 主なパネラー
- 松本人志
- ケンドーコバヤシ
- 中川翔子
- 伊集院光
- 千原ジュニア
- はなわ
- 土田晃之
- なぎら健壱
- 高田純次
- 杏さゆり
- 羽賀研二

･･･他

### 主な掲載雑誌
- ビッグコミックスペリオール（小学館）
- コーラス（集英社）
- まんがタイム（芳文社）
- まんがタイムオリジナル（芳文社）
- 本当にあった笑える話（ぶんか社）
- 別冊 本当にあった笑える話（ぶんか社）
- ヤングチャンピオン（秋田書店）
- 週刊アスキー（アスキー）
- an（インテリジェンス社（旧学生援護会））
- コミックボンボン（講談社）
- JJ（光文社）

## 特番復活
なお、2005年7月12・19日には第1期の『考えるヒト 〜公募の錬金術〜』が一時復活した。

### パネラー
| 回 | 放送日        | Kids     | Teen     | M1     | M1               | M2       | F2               | M3       | F3         |
| -- | ------------- | -------- | -------- | ------ | ---------------- | -------- | ---------------- | -------- | ---------- |
| 35 | 2005年7月12日 | 細山貴嶺 | 山崎真実 | 竹森巧 | ケンドーコバヤシ | 松本人志 | 三原じゅん子     | 西岡徳馬 | 大山のぶ代 |
| 回 | 放送日        | Kids     | Teen     | M1     | F1               | M2       | M1               | M3       | F3         |
| 36 | 2005年7月19日 | 細山貴嶺 | 山崎真実 | 竹森巧 | 上原さくら       | 松本人志 | ケンドーコバヤシ | 西岡徳馬 | 大山のぶ代 |

2005年9月20日にレギュラー放送は終了した。2005年末から2006年正月頃に特別番組の放送が予定されていたが中止になり、収録映像もお蔵入りになった。スーパーバイザーの高須光聖はお蔵入りになった理由について、「特番の内容は総集編だが、放送枠が無かった」と『放送室』で語っていた。

## スタッフ
- 企画 : 塩谷亮、酒井健作
- 構成 : 田中到、矢野了平、岐部昌幸
- スーパーバイザー : 高須光聖
- ディレクター : 熊澤森郎、田中友洋、遠藤玲王、大森亮平、小櫃俊文
- 演出 : 藤本達也
- プロデューサー : 佐々木将、伊藤征章
- チーフプロデューサー : 清水宏泰
- 制作協力 : 吉本興業
- 制作 : フジテレビバラエティ制作センター
- 制作著作 : フジテレビ

## 放送局
以下は、製作局のフジテレビを除くFNS系列局でのネット状況である。フジテレビは時折関東ローカルのイベント番組を放送するため、同時ネット局よりも遅れて放送することがあった。

### 同時ネット
- 岩手めんこいテレビ
- 仙台放送
- 新潟総合テレビ
- 関西テレビ
- 岡山放送 - 『夜更かしお笑い組!』枠で放送。
- テレビ新広島

### 時差ネット
- 北海道文化放送 - 1週と1日遅れ、水曜深夜（第21回までは同時ネット、第22回・2005年4月12日放送分から遅れネット）
- さくらんぼテレビ - 3週遅れ、水曜深夜
- 富山テレビ - 1週遅れ、金曜深夜
- 東海テレビ - 5週遅れ、火曜深夜（2005年10月5日、フジテレビでの同年8月16日放送分をもって打ち切り）
- 高知さんさんテレビ - 1週遅れ、火曜深夜
- テレビ西日本 - 1週遅れ、金曜深夜
- テレビ長崎 - 5週遅れ、水曜深夜、『よる☆バラ』枠で放送。
- 沖縄テレビ - 4週遅れ、土曜深夜